# Takanashi Rin
Takanashi Rin (高梨 臨 Takanashi Rin, Cao Lê Lâm) (sinh 17 tháng 12 năm 1988) là một nữ diễn viên Nhật Bản sinh ở tỉnh Chiba.

## Phim

### Truyền hình
- Detective School Q Drama - Emina Ogura (2007)
- Rookies Drama - Yukino Inomata (2008)
- Tetsudō Musume: Girls be ambitious! Drama - Raika Tachibana (2008)
- Samurai Sentai Shinkenger - Mako Shiraishi/Shinken Pink (2009)
- Pro Golfer Hana - Ayumi Toda (2010)
- Hanako and Anne - Ayako Daigo (NHK / 2014)
- Nurses of the Palace - Yuko Wada (TBS / 2015)
- Dr.Rintaro, Psychiatrist - Yoko Kawakami (NTV / 2015)
- From Five To Nine - Momoe Yamabuchi (Fuji TV / 2015)
- Whispers from a Crime Scene - Rin Ito (NTV / 2016)
- Fukigen na Kajitsu - Kumi Takeda (TV Asahi / 2016)

### Phim
- Goth - Yoru Morino (2008)
- Kamen Rider W Returns: Kamen Rider Eternal - Mina (2011)